# Piñeiro (Ames)
Piñeiro (llamada oficialmente San Mamede de Piñeiro) es una parroquia española del municipio de Ames, en la provincia de La Coruña, Galicia.

## Otras denominaciones
La parroquia también es conocida por el nombre de San Mamed de Piñeiro.

## Organización territorial
La parroquia está formada por seis entidades de población:
- Balindo
- Covas
- Fernande
- Rúa
- San Mamede
- Vilaverde

## Demografía
| Gráfica de evolución demográfica de Piñeiro entre 2000 y 2021 |
|                                                               |
| Datos según el nomenclátor publicado por el INE.              |